# اتحاد شبيبة الثورة
اتحاد شبيبة الثورة وهي منظمة تابعة لحزب البعث الحاكم في سوريا تعمل على توعية الشباب في مرحلتي الدراسة الإعدادية والثانوية بإيديولوجيا حزب البعث وإعدادهم للانضمام إلى عضويته. نصّ التشريع الخاص بالاتحاد على «تربية جيل الشباب في القطر وإنماء طاقاتهم وانتظامهم في العمل الجماعي وتدريبهم وتأهيلهم وإعداد الشباب للإسهام في حماية الثورة التي يقودها الحزب».
يبدأ الانضمام للمنظمة في الغالب خلال العام العاشر من المرحلة المدرسية وهو المسار الحزبي للعضوية النشطة في حزب البعث بعد - على الأقل - ثلاث سنوات من الإعداد الأيديولوجي.
ينشر اتحاد شبيبة الثورة صحيفة المسيرة ويدير ممتلكات واستثمارات وطنية (مثل مدن الشباب) اتحاد شبيبة الثورة هو منظمة عضو في اتحاد الشباب الديمقراطي العالمي.

## الإحداث
بتاريخ 12 كانون الثاني 1970 تم تأسيس اتحاد شبيبة الثورة، وقد حلّ اتحاد شبيبة الثورة كبديل للجمعيات الشبابية التي تم حظرها في سوريا بعد وصول حزب البعث إلى الحكم.